# Андрій Чаплич
Андрій Чаплич (? — після 1445) — руський (український) боярин з роду Кирдійовичів, представник її відгалуженої гілки — Чапличів, гербу Кирдій. Зем'янин у Луцькому повіті Волинської землі, Волинського князівства. Військовий діяч.

## Відомості
Діяльність Андрія Чаплича припадає на час правління великого князя литовського, волинського князя — Свидригайла Ольгердовича. Андрій Чаплич є одним з трьох відомих синів репрезентанта роду Чапличів — Чаплі Кирдійовича та прямим онуком пана Кирдія. Згадується у привілеї великого князя Свидригайла від 1436 року на село Сенне (суч. село Садове біля Тучина), разом з іншими Кирдійовичами (Петрашком Ланевичем-Мильським та Сенком Гостським).
Брати Андрія Чаплича — Янко (Єско) та Федько Чапличі. Відомі тим, що у 1466 році поступилися маєтками Гільча, Русивель та Глупотин для князів Острозьких. Сини Андрія Чаплича — Микита й Івашко, зробили невдалу спробу повернути їх у 1494 році.
Андрій Чаплич є першим з відомих представників роду Чапличів який згадується документально. Нащадки саме його лінії є основними продовжувачами роду Чапличів (згодом Чапличів-Шпанівських), який не вигас, а його представники існують і нині.